# Amici Pallacanestro Udinese
O Amice Pallacanestro Udinese, também conhecido como G.S.A. Udine por razões de patrocinadores, é um clube de basquetebol baseado em Udine, Itália que atualmente disputa a LBA (Itália).  Manda seus jogos na PalaCarnera com capacidade para 3.470 espectadores.

## Histórico de Temporadas
| Temporada | Nível | Liga     | Pos.                             | J                                | PL                               | Resultado                        |
| --------- | ----- | -------- | -------------------------------- | -------------------------------- | -------------------------------- | -------------------------------- |
| 2012-13   | 5     | DNC      | 2                                |                                  |                                  | Promovido                        |
| 2013-14   | 4     | DNB      | 5                                | 18-12                            | 3-3                              | SemifinaisGrupo B                |
| 2014-15   | 3     | Serie B  | 2                                | 21-7                             | 1-2                              | Quartas de finaisGrupo B         |
| 2015-16   | 3     | Serie B  | 1                                | 26-4                             | 9-2                              | Promovido                        |
| 2016-17   | 2     | Serie A2 | 9                                | 16-14                            |                                  |                                  |
| 2017-18   | 2     | Serie A2 | 4                                | 18-12                            | 4-4                              | Quartas de finais                |
| 2018-19   | 2     | Serie A2 | 5                                | 18-12                            | 1-3                              | Quartas de finais                |
| 2019-20   | 2     | Serie A2 | Cancelada - Pandemia de COVID-19 | Cancelada - Pandemia de COVID-19 | Cancelada - Pandemia de COVID-19 | Cancelada - Pandemia de COVID-19 |
| 2020-21   | 2     | Serie A2 | 3º                               | 16-10                            | 7-4                              | Semifinais                       |
| 2021-22   | 2     | Serie A2 | 1º                               | 22-4                             | 7-4                              | Semifinais                       |
| 2022-23   | 2     | Serie A2 | 4º                               | 14-10                            |                                  |                                  |
| 2023-24   | 2     | Serie A2 | 3º                               | 21-11                            | 4-3                              | SemifinaisGrupo Ouro             |
| 2024-25   | 2     | Serie A2 | 1º                               | 30-8                             |                                  | Campeão                          |

fonte:eurobasket.com